# The Unknown Tour
Bei der The Unknown Tour handelt es sich um die erste eigenständige Tournee der deutschen Singer-Songwriterin Madeline Juno.

## Hintergrund
Bei der The Unknown Tour handelte es sich um die erste eigenständige Konzertreihe Junos als Hauptact. Bereits von März bis April 2014 war Juno Teil des Vorprogramms während Adel Tawils Lieder Tour. Die Unknown Tour diente ebenfalls, wie auch schon die Lieder Tour, zur Promotion ihres gleichnamigen Debütalbums. Die Tour erstreckte sich über einen Zeitraum von zehn Tagen und führte Juno durch neun deutsche Städte. Das Auftaktkonzert in Berlin gab Juno im Vorprogramm des belgischen Popsängers Milow, den sie bei seinem Konzert während seiner We Must Be Crazy Tour für einen Abend unterstützte. Das dritte Konzert am 6. September 2014 vom Remscheider Schützenplatz erfolgte im Rahmen des WDR 2 Radioevents WDR 2 für eine Stadt 2014.

## Vorgruppen
Während der Tour wurde Juno vom deutschen Elektropop-Duo Scene Writers (auch als ColdWaterEffect bekannt) unterstützt. Das Duo spielte bei allen sieben Hauptshows im Vorprogramm. Nur bei den Konzerten in Berlin und Remscheid waren sie nicht Teil der Konzertreihe, weil dort Juno als Teil einer Veranstaltung spielte und es keine eigenständigen Konzerte waren.

## Band-Mitglieder
- Joschka Bender: Gitarre
- Lars Brand: Schlagzeug
- Steffen Graef: Gitarre
- Matthias Heising/Paul Sieferle: Bass
- Madeline Juno: Gesang, Gitarre
- Klaus Sahm: Keyboard[5]

## Tourdaten
| Datum              | Stadt             | Veranstaltungsort    | Land        |
| ------------------ | ----------------- | -------------------- | ----------- |
| 4. September 2014  | Berlin            | IFA Sommergarten     | Deutschland |
| 5. September 2014  | Leipzig           | Moritzbastei         | Deutschland |
| 6. September 2014  | Remscheid         | Schützenplatz        | Deutschland |
| 7. September 2014  | Hamburg           | Nochtspeicher        | Deutschland |
| 9. September 2014  | Dortmund          | Freizeitzentrum West | Deutschland |
| 10. September 2014 | Köln              | Luxor                | Deutschland |
| 12. September 2014 | Frankfurt am Main | Zoom                 | Deutschland |
| 13. September 2014 | München           | StrØm                | Deutschland |
| 14. September 2014 | Offenburg         | Reithalle            | Deutschland |

## Setlist
Die Setlist während der Unknown Tour variierte zwischen 16 und 18 Titel. Während das Konzert in Leipzig aus insgesamt 16 Liedern inklusive einer Zugabe bestand, wurden beim Abschlusskonzert in München 18 Lieder inklusive zweier Zugaben gespielt. Die Setlist bestand überwiegend aus Liedern des Präsentationsalbums The Unknown. Lediglich die beiden Albumtitel Another You und Do It Again wurden nicht während der Konzertreihe gespielt. Nicht bei allen Konzerten, aber teilweise, war das Stück Sympathy Teil der Setlist. Darüber hinaus präsentierte Juno vier Titel, die nicht auf ihrem Debütalbum oder bis dato einem offiziellen Tonträger von ihr zu finden waren. Die beiden Titel Eiskristalle (Vö: 29. März 2014) und Herzchen (Vö: 28. April 2014) veröffentlichte Juno zunächst ausschließlich über ihren YouTube-Kanal. Das Lied Herzchen war zwei Jahre später Teil der „Deluxe Edition“ ihres zweiten Studioalbums Salvation. All Across the Oceans und Stay waren zwei Stücke, die für das Debütalbum geschrieben wurden und zunächst Teil der Tracklist waren, letztendlich schafften es beide Lieder jedoch nicht auf das Endprodukt. Während der Konzerte präsentierte Juno die Stücke The Unknown, Herzchen, Eiskristalle und Stay in akustischer Form. Die folgende Liste ist eine Übersicht des Hauptsets, die Juno während der Tour spielte:
| Hauptprogramm 1. Feel You 2. Day One 3. All Across the Oceans 4. Same Sky 5. Second Time Around 6. Like Lovers Do 7. Melancholy Heartbeat 8. Six Cigarettes 9. The Unknown 10. Always This Way 11. Ego You 12. Error 13. Vertigo | Zugabe (Leipzig) 1. Herzchen 2. Stay 3. If This Was a Movie Zugabe 1 (München) 1. Herzchen 2. Eiskristalle 3. If This Was a Movie Zugabe 2 (München) 1. Stay 2. Sympathy |